# Peter Benz
Peter Benz (* 10. September 1942 in Darmstadt) ist ein deutscher Politiker der SPD. Er war von 1993 bis 2005 Oberbürgermeister von Darmstadt.

## Ausbildung und Beruf
Peter Benz besuchte die Volksschule in Darmstadt-Arheilgen und legte 1963 das Abitur an der Georg-Büchner-Schule ab.
Nach einem Studium der Germanistik, Politologie, Philosophie und Soziologie in Frankfurt am Main war Benz seit 1970 als Studienrat zunächst an der Darmstädter Justus-Liebig-Schule, ab 1974 an der Bertolt-Brecht-Schule in Darmstadt tätig. Er war in der Planungsgruppe für das Oberstufenkolleg Bertolt-Brecht-Schule unter anderem mitverantwortlich für die Namensgebung.
1974 wurde er als Abgeordneter in den hessischen Landtag gewählt. Dort war er Mitglied im Innenausschuss und im kulturpolitischen Ausschuss.
1976 wurde Peter Benz zum Stadtrat gewählt als Dezernent für Schule, Jugend und Sport.
1983 erfolgte die Wahl zum Bürgermeister der Stadt Darmstadt. Dieses Amt bekleidete er bis zu seiner Wahl zum ersten direkt gewählten Oberbürgermeister einer hessischen Großstadt im Jahr 1993.
1999 erfolgte seine Wiederwahl für weitere sechs Jahre.

## Politik
Vom 1. Dezember 1974 bis zum Amtsantritt als Stadtrat am 8. Dezember 1976 war er als für den Wahlkreis Darmstadt-Stadt I direkt gewählter Abgeordneter Mitglied des Hessischen Landtags. 1976 wurde er hauptamtlicher Stadtrat in seiner Heimatstadt Darmstadt.
Als erster direkt gewählter Oberbürgermeister Hessens folgte er Günther Metzger im Amt nach. Zur Wahl 2005 trat Benz nicht mehr an, sein Nachfolger wurde Walter Hoffmann.
Benz war vor und während seiner Amtszeit als Oberbürgermeister jahrzehntelang in der hessischen Kommunalpolitik in verschiedenen Funktionen tätig, schließlich als Präsident des Hessischen Städtetages (1997–1999 und 2001–2003).
Für sein Engagement in der Kommunalpolitik wurde Benz 2005 mit der Freiherr-vom-Stein-Plakette des Landes Hessen ausgezeichnet.
Sein Sohn Hanno Benz ist seit 2023 Oberbürgermeister von Darmstadt.

## Ehrenamtliche Tätigkeiten
- Vorsitzender des Darmstädter Förderkreises Kultur e. V.
- Vorsitzender Gesellschaft Hessischer Literaturfreunde e. V.
- Vorsitzender der Freunde des Staatstheaters Darmstadt e. V.
- Stellv. Vorsitzender der Elisabeth-Langgässer-Gesellschaft e. V.
- Mitglied der Jury Buch des Monats
- Mitglied der Büchner-Preis-Jury der Deutschen Akademie für Sprache und Dichtung

## Ausgewählte Veröffentlichungen
- KUNSTleben. Gedichte, Prosa, Essays, Ansprachen. Darmstadt 1996
- Blaugeputzt. 100 Darmstädter Glossen, Anekdoten und Betrachtungen. Darmstadt 2006
- Wie´s in der Stadt aussieht. Darmstädter Beiträge zu Kunst und Literatur. Darmstadt 2007
- Elisabeth Langgässer und der Georg-Büchner-Preis. Deutsche Akademie für Sprache und Dichtung. Jahrbuch 2010
- Der weiße Neger Wumbaba. Darmstädtereien oder das Glück von der bitteren Süße in der Literatur. Darmstadt 2011
- „In fuffzig Johr sinn mer all Derke“. Ernst Elias Niebergall und der angewandte Darmstädter Dialekt. In: Dialekt, Dialekte, herausgegeben von Joachim Kalka. Valerio 13/2011
- Ausblicke. Orte des literarischen Gedächtnisses. Zum Beispiel Darmstadt. In: 60 Jahre Buch des Monats 1952–2012. Eine Jubiläumsschrift. Herausgegeben von Wilfried F. Schoeller. Darmstadt 2012
- „Und wer franzet und brittet…“ Betrachtungen zu Goethe und Europa. In: Gernot Böhme (Hrsg.) Über Goethes Lyrik. Bielefeld 2015
- Ernst Elias Niebergalls Schwiejerältern. Ein Beitrag zu einigen seiner literarischen Anverwandten. In: Ernst Elias Niebergall. Eine Spurensuche. Begleitheft zur Ausstellung im Rahmen des Datterich Festivals 2015, hrsg. von Gösta Gantner, Silke Peters und Peter Engels. Darmstadt 2015
- Praeceptor poesis. Einige Bemerkungen zu Kurt Drawerts Darmstädter Textwerkstatt. In: Text und Kritik. Herausgegeben von Peter Geist. München 2017
- Die Homogenität des Heterogenen ist unser Leben. Zum 20. Geburtstag der Anthologie des Literarischen März. In: Traumlos ohne Takt. Literarischer März 20. Fritz Deppert/Christian Döring/Hanne F. Juritz (Hrsg.). Frankfurt am Main 2017
- Geniegestüt Hessen. Zur Literatur der letzten hundert Jahre in Darmstadt. In: Von der Residenzstadt zur Wissenschaftsstadt Darmstadt, Ein Jahrhundert Darmstadt. Band 1: Kunst, Kultur und Kirche. Hrsg. von Peter Engels, Klaus-Dieter Grunwaldt und Peter Benz. Darmstadt 2020
- Der Pensionär, die Stadt, das Virus. Eine Erzählung, in: Co-ro-na. 19 Autorenbeiträge zu COVID-19. Hrsg. von PH Gruner. Gesellschaft Hessischer Literaturfreunde. Darmstadt 2020
- Alles in allem. Wendeband, Band 135 der Edition der Gesellschaft hessischer Literaturfreunde, Justus-von-Liebig-Verlag, Mitautor: Fritz Deppert, Darmstadt 2022.